# 戊二醛
戊二醛（英語：glutaraldehyde），化學式為(CH2)3(CHO)2，是一種有機化合物。其分子結構為一條五碳鏈，兩端皆接有甲醯基(CHO)。它通常以水溶液形式存在，這些溶液中包含多種水合物、環狀衍生物及縮合物，其中有些可互相轉換。由於戊二醛分子具有兩個醛基官能團，因此它（及其水合物）能透過縮合反應，與含有伯胺基團的物質產生交聯作用。此交聯作用可導致蛋白質及其他對正常生物功能極重要的分子（如DNA）變得僵硬並失去活性，故戊二醛溶液是一種有效的殺菌劑及固定劑。市面上的商用品牌名稱有Cidex和Glutaral等。戊二醛也用作手術器械的消毒劑及外用藥物。
此化合物有納入世界衛生組織基本藥物標準清單（第16版 2009年3月 ）之中。

## 用途

### 生物化學
戊二醛在生物化學應用領域，作為一種能夠與胺基反應的同雙功能交聯劑和固定劑使用。其作用機制為快速將細胞內的蛋白質交聯，達到殺菌效果。通常單獨使用，或是與甲醛混合，作為穩定細菌、植物組織及人類細胞等檢體的首道固定程序。第二道固定程序則使用四氧化鋨，以交聯並穩定細胞及胞器膜脂質。
戊二醛的另一項處理蛋白質應用，是讓細菌毒素失去活性，進而製備類毒素疫苗，例如葛蘭素史克製藥所生產的Boostrix白喉破傷風百日咳疫苗中，用於預防百日咳的類毒素成分。

### 材料科學
戊二醛在材料科學領域的應用範圍廣泛，包含聚合物、金屬乃至生物材料。戊二醛常在利用顯微鏡觀察生物材料的特性分析前，作為固定劑。戊二醛對於含有伯胺基的眾多聚合物而言，是一種強效交聯劑。此外戊二醛亦可作為中間連接劑，增強兩種聚合物塗層之間的黏著力。也可利用戊二醛化學特性來建立一道屏障，保護海底管道免受惡劣海洋環境的侵蝕。

### 醫療用途
戊二醛可作消毒劑或藥物使用。

#### 臨床應用
通常以溶液型態用於手術器械及其他區域的消毒。

#### 皮膚科應用
戊二醛可用於治療足底跖疣。為此目的，可使用10%重量/體積的溶液，先讓皮膚乾燥，以利經由物理方式將跖疣去除。
皮膚科醫師對使用氯化鋁治療無效的多汗症患者，可改採戊二醛。戊二醛溶液可作為鞣酸及甲醛的替代方案，用來治療手掌及足底多汗症。

### 其他用途

#### 水族箱
水族愛好者常以低濃度戊二醛，用作水族箱中的除藻劑。

## 安全性
使用戊二醛的副作用有皮膚不適。接觸大量的戊二醛會導致噁心、頭痛及呼吸急促。建議在使用時穿戴個人防護裝備，特別是在使用高濃度溶液時。戊二醛能有效對抗多種微生物，包含孢子。戊二醛是一種含有兩個醛基的化合物，它能透過多種不同的機制產生作用。
戊二醛是一種強效殺菌劑，具有毒性，有強烈刺激性。雖然目前沒有明確證據顯示其有致癌性，但部分職業人員因接觸此化學物質，罹患特定癌症的風險可能會較高。

## 生產與反應

### 生產
工業界採用以鎢酸為基底的雜多酸催化劑，在過氧化氫的作用下，將環戊烯氧化，進而生產戊二醛。此反應基本上是模擬臭氧化反應。另一種製備方法是先用丙烯醛和烯醇醚進行狄耳士–阿爾德反應，接著進行水解。

### 反應
戊二醛在水溶液中會進行水合反應，生成5,5-二羟基戊醛（一种偕二醇），與其他二醛類化合物（如乙二醛）及簡單醛類化合物（如甲醛）相同。這些偕二醇接著會與環狀半縮醛達到平衡狀態。單體戊二醛可透過羥醛縮合反應及麥可加成反應進行聚合，產生α,β-不飽和聚戊二醛及相關的低聚物。此反應於鹼性pH值環境下發生。
人們已經提出多種機制來解釋戊二醛的殺菌和固定特性。戊二醛能與伯胺基及硫醇基反應，與許多醛類化合物相同，這些都是蛋白質、核酸及聚合物材料中常見的官能基。由於戊二醛具備雙重官能性，是一種交聯劑，能使大分子結構僵硬化，而失去反應活性。

伯胺與戊二醛羰基發生亞胺化反應，是戊二醛具有固定劑和殺菌劑特性的原理。

戊二醛的醛基易於與賴氨酸及核酸的胺基反應，生成亞胺。由戊二醛雙分子醛醇縮合產生的衍生物，亦會進行亞胺形成反應。

## 外部連結
- Glutaraldehyde: Sources of emissions （页面存档备份，存于） AU National Pollutant Inventory
- Glutaraldehyde （页面存档备份，存于） US National Institute for Occupational Safety and Health
- Glutaraldehyde （页面存档备份，存于） NIST Standard Reference Data